# Mundam Marap
Mundam Marap is een bestuurslaag in het regentschap Muko-Muko van de provincie Bengkulu, Indonesië. Mundam Marap telt 391 inwoners (volkstelling 2010).